# Josef Barth
Josef Barth, egyes forrásokban magyarosan Barth József (Táblás, 1833. október 19. – Nagyszeben, 1915. július 29.) erdélyi szász flórakutató, evangélikus lelkipásztor. Botanikai szakmunkákban nevének rövidítése: „Barth”.

## Élete
Paraszti családban született a Medgyes közeli Tábláson (Szeben vármegye). A helyi elemi iskola elvégzése után 13 évesen elhagyta szülőfaluját, és kisegítő tanítóként dolgozott Bázna, Nagyekemező és Ecel iskoláiban, hogy felkészüljön a továbbtanulásra. 1850-től a medgyesi lelkész- és tanítóképzőben tanult, és 1854-ben a legjobb eredménnyel végzett. 1854 szeptemberétől Muzsnán, 1856-tól Medgyesen volt tanító, majd 1861-től Kisekemezőn, 1864-től nyugdíjazásáig, 1905-ig Hosszúaszón volt lelkész. 
Erdély flóráját kutatta, több, hazánkban addig ismeretlen növényfajt fedezett fel, számottevő herbáriumot gyűjtött. 
Nagyszebenben, 82 évesen érte a halál 1915-ben.

## Munkái
- Herbarium Transsylvanicum. Die Laubmoose Siebenbürgens (I–II., Brassó, 1871–73)
- Herbarium Transsylvaniciam. Die Flechten Siebenbürgens (Brassó, 1873)